# Новоольховський
Новоольховський (рос. Новоольховский) — хутір у Куйбишевському районі Ростовської області Росії. Входить до складу Куйбишевського сільського поселення.

## Географія
Географічні координати: 47°47' пн. ш. 38°52' сх. д. Часовий пояс — UTC+4.
Хутір Новоольховський розташований на південному схилі Донецького кряжу. Відстань до районного центру, села Куйбишева, становить 3 км.

### Урбаноніми
- вулиці — Лісова[2].

## Населення
За даними перепису населення 2010 року на території хутора проживало 54 особи. Частка чоловіків у населенні складала 48,1% або 26 осіб, жінок — 51,9% або 28 осіб.